# St. Johannes Evangelist (Ummendorf)

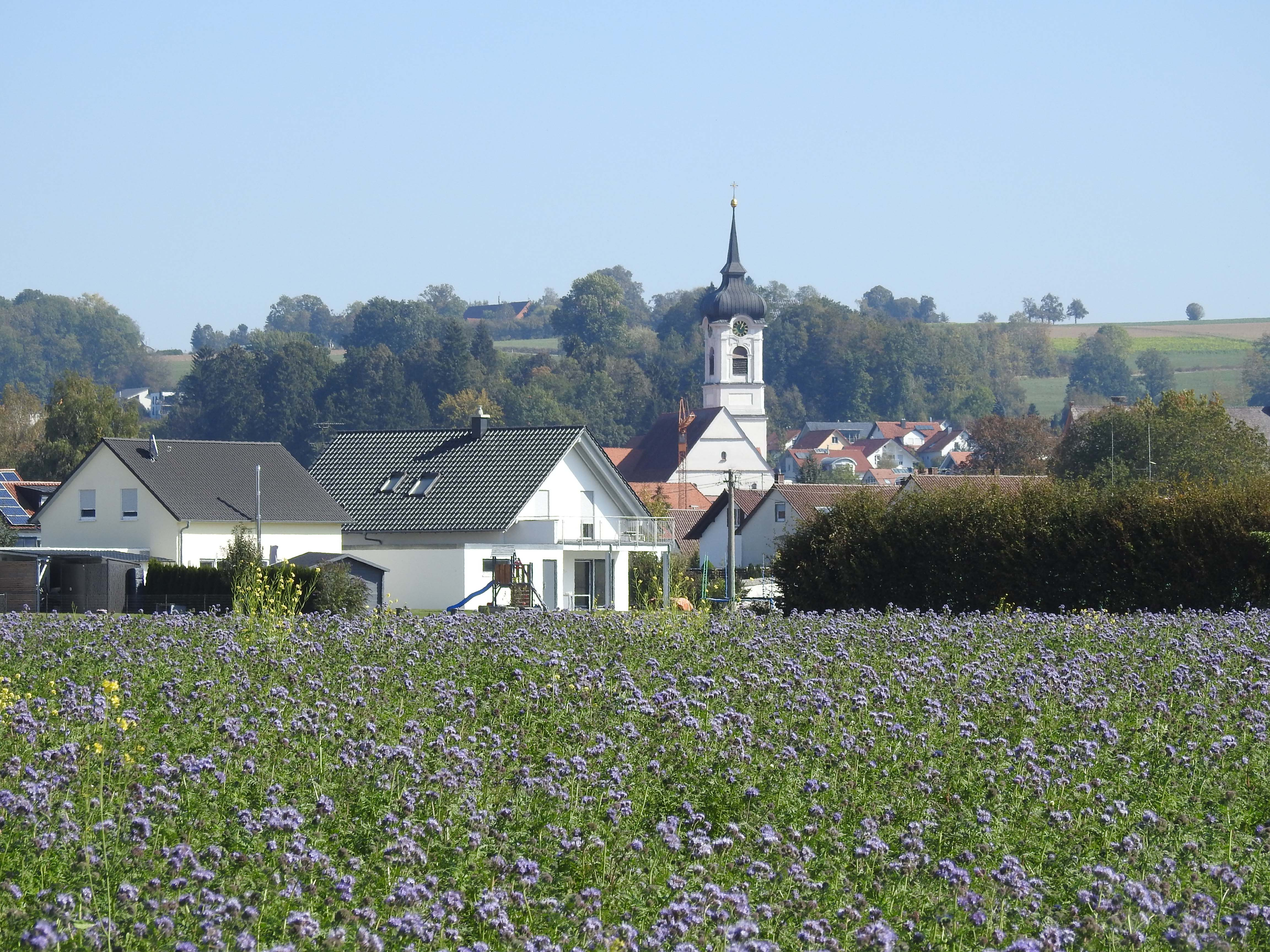
St. Johannes Evangelist in Ummendorf

Die römisch-katholische Pfarrkirche St. Johannes Evangelist steht in Ummendorf, einer Gemeinde im Landkreis Biberach in Baden-Württemberg. Die Kirchengemeinde gehört zum Dekanat Biberach der Diözese Rottenburg-Stuttgart. Das Bauwerk ist beim Landesamt für Denkmalpflege Baden-Württemberg als Baudenkmal eingetragen.

## Beschreibung
Die Wandpfeilerkirche wurde 1717–19 erbaut nach dem Plan von Pater Christoph Vogt OSB, einem begnadeten Liebhaberarchitekten und Erbauer des Klosters Ottobeuren, nachdem der Vorgängerbau abgebrannt war. Sie besteht aus einem Langhaus und einem eingezogenen, halbrund geschlossenen Chor im Osten, zwischen denen ein kurzes Querschiff eingefügt ist. Der Kirchturm, der im Kern vom gotischen Vorgängerbau stammt, steht wie ein Campanile südlich des Chors. Er wurde 1743 durch Johann Michael Fischer aufgestockt und mit einer Zwiebelhaube bedeckt, die durch eine Laterne bekrönt ist. 
Der Innenraum des Langhauses ist mit einer Flachdecke mit Stichkappen überspannt, die auf Wandpfeilern ruhen. Zur Kirchenausstattung gehören Altäre, die Kanzel und das Taufbecken, die 1804/05 von Thomas Schaidthauf geschaffen wurden. Eine Schutzmantelmadonna entstand um 1420. Die Orgel wurde 1886 vom Orgelbau Friedrich Weigle in den Prospekt von 1710 eingebaut.